# 三浦翔平
三浦翔平（日语：／ Miura Shōhei，1988年6月3日—），日本男演員，生於東京都調布市，血型A型，畢業於私立駒場學園高等學校。屬於Burning Production經紀公司。
2007年參加日本Junon雜誌第二十回JUNON SUPER BOY選拔，獲「理想戀人獎」及「最上鏡頭獎」。2008年演出連續劇《極道鮮師3》，以演員身份初次在電視上亮相。
2018年7月26日宣布與女演員桐谷美玲結婚，共組家庭。
2020年2月4日宣布妻子桐谷美玲懷孕。7月6日宣布兒子出生母子平安

## 演出

### 電視劇
- 極道鮮師3（2008年4月19日）：飾演 神谷俊輔
- 戀空（2008年8月2日）：飾演 望
- 王牌男公關（2008年10月17日）：飾演 翔兒
- 體操男孩（2010年4月17日）：飾演 月森亮介
- 廁所的神明（2011年1月5日）：飾演 大介
- SCHOOL!!（2011年1月16日）：飾演 本木友一
- 伴君入眠（2011年4月22日）：飾演 珠蕗涯
- 花樣少年少女2（2011年7月3日）：飾演 中津秀一
- HUNGRY!（2012年1月10日）：飾演 平冢拓
- 埃及豔后般的女人們（2012年4月18日）：飾演 富坂昇治
- 美雨（2012年7月1日）：飾演 勝田秋生
- 東京全力少女（2012年10月10日）：飾演 玉川大輔
- 沙希 (2013年1月8日)  : 飾演 新田隼人
- 庶務二課 (2013年7月)  : 飾演 左門大介
- 明天媽媽不在（2014年1月15日）：飾演 Locker
- 極惡亂暴者 (2014年4月15日)  : 飾演 茸本和磨
- 影子寫手 (2015年1月13日)  : 飾演 小田楓人
- 歡迎光臨本飯店（2015年7月7日）：飾演 本城和馬
- 天使心（2015年10月11日）：飾演 劉信宏
- 請和這個沒用的我談戀愛（2016年1月12日）：飾演 最上大地
- 有喜歡的人（2016年7月11日）：飾演 柴崎千秋
- 奪愛之冬（2017年1月20日）：飾演 奥川康太
- 警視廳生物系（2017年7月9日）：飾演 石松和夫
- 正義之凜（2018年4月11日）：飾演 大塚仁志
- 公司可不是學校（2018年4月21日）：飾演 藤村鐵平（主演）
- 我們做了（2017年7月18日）：飾演 飯室成男
- Legal V～前律師·小鳥遊翔子～（2018年10月11日）：飾演 茅野明
- 教場（2020年1月4日）：飾演 日下部准
- Alive 癌症專門醫生的病歷簿 (2020年1月9日)  : 飾演 關河隆一
- 因某些理由住在火星 (2020年1月24日)  : 如月漣
- M 為了心愛的人（2020年4月18日－7月4日）：飾演 MASA / 松本正幸（主演）
- 錢的盡頭是愛情的開始（2020年9月15日－10月6日）：飾演 早乙女健
- 穿越時空的樂隊（2020年10月20日－12月22日）：飾演 亮（主演）
- 逃亡者（2020年12月5日・6日）：飾演 鴨井航
- 要是當時吻了他（2021年4月30日－6月18日）：飾演 高見澤春斗
- 秘密內幕～女警的反擊～（2021年7月7日－9月15日）：飾演 源誠二（主演）
- 新・信長公記～同班同學是戰國武將～（2022年7月24日－9月25日）：飾演 伊達政宗
- 不小心繼承了牛郎店（2023年4月18日－7月4日）：飾演 直樹
- 軟男與鐵妹子（2023年8月7日－9月25日）：飾演 小柳睦夫（主演）
- 大叔的愛－Returns－（2024年1月5日－3月1日）：飾演 六道菊之助
- 致光之君（2024年）：飾演 藤原伊周
- 天久鷹央的推理病歷表（2025年4月22日－6月24日）：飾演 小鳥遊優

### 網路劇
- 只想告訴你（2023年3月30日，Netflix）：飾演 荒井一市

### 電影
- 極道鮮師電影版（2009年7月11日，東寶）：飾演 神谷俊輔
- 真實魔鬼遊戲2（2010年6月5日）：飾演 佐藤洋
- 海猿3：最後的訊息（2010年9月18日）：飾演 服部拓也
- 海猿4：勇敢的心（2012年7月13日）：飾演 服部拓也
- 她愛上了我的謊（2013年12月14日）：飾演 坂口瞬
- 白晝的流星（2017年3月24日，東寶）：飾演 獅子尾五月
- 天外者 （2020年12月11日）飾演 坂本龍馬
- 噬謊者（2022年2月11日）飾演 佐田国一輝
- 父母的錢是誰的 法定繼承人（2023年10月6日）：飾演  城島龍之介（與比嘉愛未雙主演）

## 註解
1. ↑  . 2018-07-26  [2018-07-26]. （原始内容存档于2018-07-26）.
2. ↑  . oricon. 2018-07-26  [2018-07-26]. （原始内容存档于2018-07-26） （日语）.

## 外部連結
- 三浦翔平官方後援會（页面存档备份，存于） （日語）
- 三浦翔平的Instagram帳戶
- 三浦翔平的YouTube頻道 （页面存档备份，存于）